# Massimo Volta
Massimo Volta (Desenzano del Garda, Brescia, Italia, 14 de mayo de 1987) es un futbolista italiano. Juega de defensa en el F. C. Carpenedolo S. S. D. de la Eccellenza.

## Trayectoria
El jugador italiano recaló en las filas del Levante Unión Deportiva en verano de 2012 procedente de la Sampdoria.
En enero de 2013, tras disputar con el Levante 4 partidos en la Copa del Rey, anunció su marcha de la entidad azulgrana para incorporarse al A. C. Cesena, equipo en el que militó ya en la campaña 2009-10.

## Clubes
| Club                          | País   | Año       |
| ----------------------------- | ------ | --------- |
| A. C. Carpenedolo             | Italia | 2006-2007 |
| U. C. Sampdoria               | Italia | 2007-2015 |
| A. S. Foligno (cedido)        | Italia | 2007-2008 |
| Vicenza Calcio (cedido)       | Italia | 2008-2009 |
| A. C. Cesena (cedido)         | Italia | 2009-2010 |
| Levante U. D. (cedido)        | España | 2012-2013 |
| A. C. Cesena (cedido)         | Italia | 2013-2015 |
| A. C. Perugia Calcio          | Italia | 2015-2019 |
| Benevento Calcio (cedido)     | Italia | 2018-2019 |
| Benevento Calcio              | Italia | 2019-2021 |
| Delfino Pescara 1936 (cedido) | Italia | 2021      |
| U. S. Triestina               | Italia | 2021-2022 |
| F. C. Carpenedolo S. S. D.    | Italia | 2022-     |